# 九六式十五糎榴弾砲
九六式十五糎榴弾砲（きゅうろくしきじゅうごせんちりゅうだんほう）は、1930年代中期に開発・採用された大日本帝国陸軍の榴弾砲。
日中戦争・ノモンハン事件・第二次世界大戦（太平洋戦争/大東亜戦争）における帝国陸軍の主力重榴弾砲（野戦重砲）として、主に軍司令部直轄（「軍砲兵」）の「野戦重砲兵（軍隊符号：SA）」が運用した。

## 開発経緯

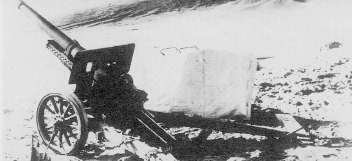
北満冬季試験時の本砲

本砲（九六式十五糎榴弾砲）の開発は1920年（大正9年）7月20日付の「参第398号」研究方針を基にする、1926年（大正15年）2月25日付の「陸普第644号」改定によって設定された新榴弾砲の仕様による。この仕様は第一次世界大戦の欧州戦場での戦訓に基づき、シベリア出兵に伴う戦訓を加味した改定が加わったものである。主な要求として以下の点が挙げられた。
- 最大射程　約12,000m
- 高低射界　-5°ないし+65°
- 方向射界　約30°
- 運動性は4馬繋駕を以ってする単一砲車とし、自動車牽引も行い得る如くす。

既存の四年式十五糎榴弾砲に対して飛躍的な近代火砲の要望であり、単なる延命策でしかない改造四年式十五糎榴弾砲の計画とは、時系列的にも目指す機能性能の面でも直接の関連は全くない。しかしながら、大正期の宇垣軍縮の影響等で本砲の試作着手は大幅に遅れ、ようやく1934年（昭和9年）1月から設計に着手した。この間の状況の変化により、繋駕による輓曳牽引を中止し、自動車（牽引車）牽引のみによるものと改められた（のちの実戦では6tクラスの九八式六屯牽引車 ロケが使用された）。翌1935年（昭和10年）9月に試製砲を完成、性能試験と不具合箇所の修正を繰り返し行った。そして3年目の1937年（昭和12年）に九六式十五糎榴弾砲として仮制式制定された。
自己緊縮砲身の採用やリーフスプリングを用いたサスペンションシステムなど、四年式十五糎榴弾砲と比べ進歩した技術が多く使われており、迅速な放列布置が可能であるなど性能のみならず運用性や、砲自体の操作性も改善されている。一方、車輪は従来通りソリッド・ゴム装着の木製（ごく一部で空気入りゴムタイヤ）で巡航速度は24km/hと、本砲と同世代の英米・ソ連の新式榴弾砲と比較して機動性に劣る。

## 実戦投入

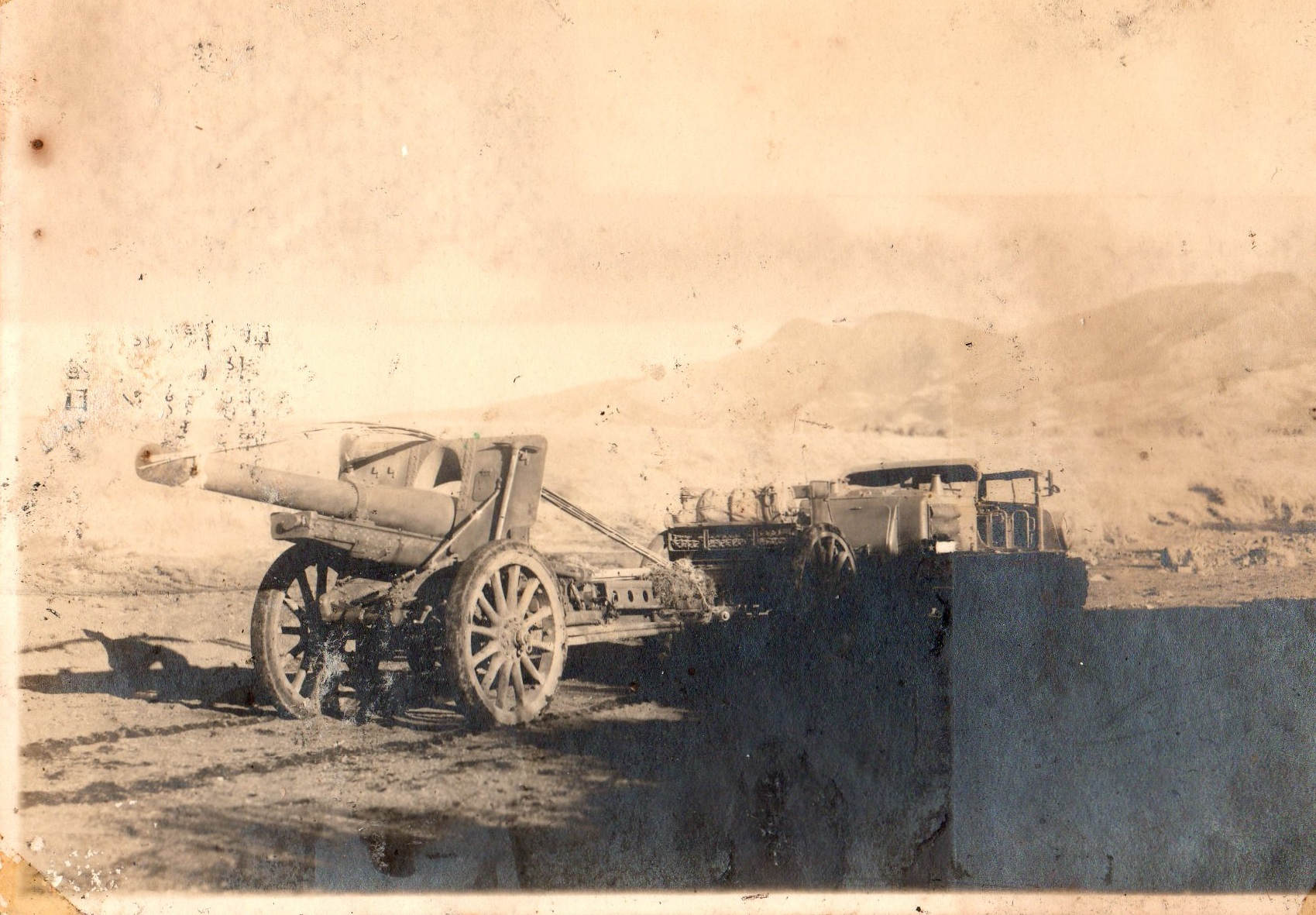
1940年（昭和15年）満州、九八式六屯牽引車 ロケによって牽引される九六式十五糎榴弾砲と前車（野戦重砲兵第7連隊）

制式採用上申の直前に盧溝橋事件が勃発し、完成していた九六式十五糎榴弾砲8門すべてを実戦試験を兼ねて北支の支那駐屯砲兵連隊に急送した。本砲を装備した第2大隊は1937年（昭和12年）10月の国民革命軍の正定城攻撃に際し、攻城砲として攻撃短延期信管と瞬発信管を混用して城壁を破壊し突撃路を開くなど大成果を収めた。期待通りの成績を上げた本砲は砲兵部隊の絶賛を博し、1938年（昭和13年）5月に制式制定、陸軍造兵廠大阪工廠において量産体制に入った。

### 日中戦争
日中戦争開戦以降、1938年9月の武漢作戦最大の激戦となった揚子江南岸の馬頭鎮の戦闘で、本砲を装備した山砲兵第27連隊(27BA)が友軍戦車部隊に損害を与えた中国軍の対戦車砲部隊を制圧するなど武漢三鎮の攻略に寄与した。1939年（昭和14年）のノモンハン事件では野戦重砲兵第1連隊(1SA)が本砲を装備して参戦した。
ノモンハンでの重砲隊は、ゲオルギー・ジューコフによる大攻勢の際に、日本軍が包囲されたことから最前線で戦うこととなってしまい、重砲の零分角射撃（直接照準・水平射撃）でソ連軍歩兵や戦車隊と直接戦うこととなった。本砲は当時のBT-7やBT-5といった装甲が薄いソ連軍戦車に対しては過分な威力を発揮し、水平砲撃が戦車に命中すると砲塔が吹き飛んだという。野戦重砲第1連隊第2中隊長山崎昌来中尉は、敵の攻撃で負傷し顔面を血に染めながらも、部下を鼓舞し本砲の零分角射撃でソ連軍戦車の攻撃を何度も撃退。砲弾を撃ち尽くすと、砲の照準器を破壊しソ連軍戦車に最後の突撃をしようとしたところで、重砲の死角となる200 mまで近づいたソ連軍歩兵の狙撃を頭部に受け戦死した。その活躍により、山崎はノモンハン事件で個人として唯一関東軍から感状を授与されている。ノモンハンで本砲は16門投入されたが、11門を失いうち5門はソ連軍からの接収を防ぐべく日本軍自らが破壊したものであった。
その後1940年（昭和15年）頃にはドイツ陸軍（とアメリカ陸軍）の方針に追随して、「師団砲兵」たる野砲兵連隊の野砲（改造三八式野砲・九〇式野砲など）を軽榴弾砲（九一式十糎榴弾砲）に、軽榴弾砲（十榴）を重榴弾砲（十五榴）に置き換え、師団砲兵も大火力の十五榴を配備することと決定され、それに本砲を宛てることになったが、国力などその後の状勢からこれを実現することはできなかった。代わりに、旧式十五榴である四年式十五糎榴弾砲は二車編成で輓曳牽引可能なこともあり、余剰品が一部の野砲兵連隊に配備されている。なお、本砲はアメリカ陸軍のM1 155mm榴弾砲やドイツ陸軍の15cm sFH 18など、同世代同クラスの重榴弾砲と比べて若干軽量ではあり、最大射程は若干短い。

### 太平洋戦争

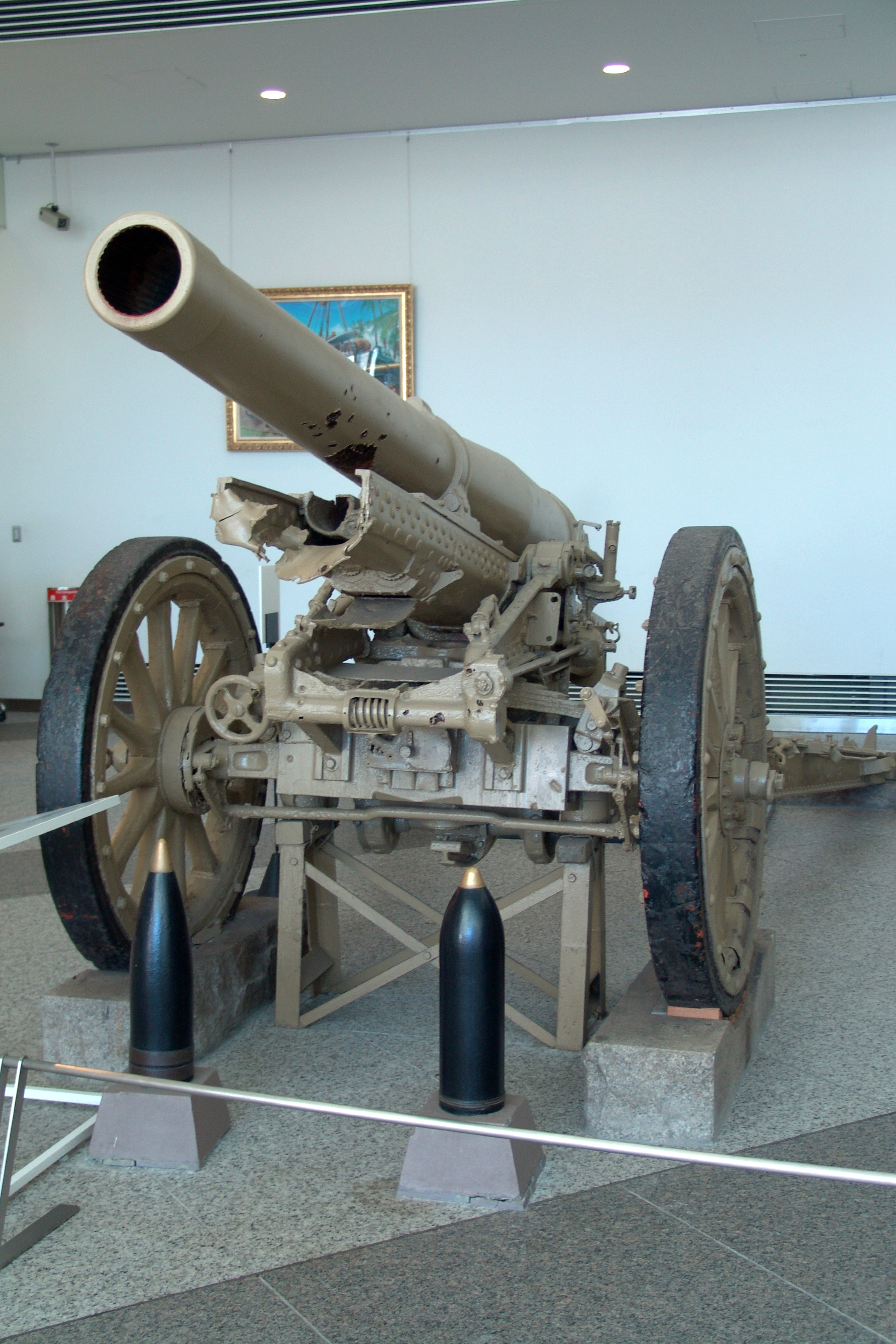
九六式十五糎榴弾砲（防盾欠。遊就館）

太平洋戦争では、南方作戦におけるフィリピン作戦の第二次バターン半島・コレヒドール島砲撃戦に本砲24門を擁する野戦重砲兵第1連隊が投入され、集成重砲兵部隊たる第14軍第1砲兵隊（本砲を主力に、九六式二十四糎榴弾砲・四五式二十四糎榴弾砲・九六式十五糎加農・八九式十五糎加農・九二式十糎加農・九八式臼砲などを装備）隷下として従軍した。1942年（昭和17年）4月14日よりバターン半島南端の砲列から海を挟んで約10,000m先のコレヒドール島アメリカ極東陸軍要塞やフライレ島などに対し連日砲撃を実施し、対するアメリカ軍の30cmクラス大口径要塞砲（海岸砲）との間で砲撃戦が行われたが、同月19日に24cm砲弾のコレヒドール要塞弾薬庫への命中、36cm砲の撃破などによりこの砲撃戦に勝利、フィリピン作戦の勝利に寄与した。
以降、本砲はガダルカナル島の戦いなど各戦線で加農（カノン砲）たる九二式十糎加農とともに野戦重砲兵連隊の主力火砲として使用され、巧みに隠蔽された砲陣地と不規則的な攻撃により散発的な戦果をあげ、海兵隊に「ピストルピート」のあだ名をつけられた。野戦重砲兵と同じ軍砲兵たる「独立重砲兵(Fes)」が運用する八九式十五糎加農とともに、帝国陸軍の主力重砲として一貫して運用された。
島嶼戦では敵の上陸部隊に対して絶大な威力を発揮しており、サイパンの戦いにおいては、タポチョ山南東の南郷神社付近の山中に展開していた独立山砲兵第3連隊野戦重砲大隊（大隊長：黒木弘影少佐）の本砲12門が活躍している。独立山砲第3連隊は、南京攻略戦、徐州会戦、武漢攻略戦、南昌作戦、宜昌作戦、第一次長沙作戦といった日中戦争の主要会戦を戦ってきた精鋭で、関東軍として満州で猛訓練を積んできたのち、サイパンに送られてきたものであり、アメリカ海兵隊の兵士を満載し海岸に向かってきたアムトラック（水陸両用車）に次々と命中弾を浴びせて、第1派の上陸部隊だけでも、アムトラック31輌を撃破する大戦果を挙げた。
ビルマの戦いでも活躍しており、第二次アキャブ作戦で、歩兵第111連隊（連隊長：木庭知時大佐）に配備されていた1門の本砲が、第54師団（師団長：花谷正中将）の後方に回り込んで包囲しようとしていた第81西アフリカ師団に対し大損害を与えている。木庭連隊は迅速な進軍で第81西アフリカ師団の進撃を撃破し、同師団は撤退を開始したが、木庭連隊の追撃が急であったため、ラマドウの高地に立て籠って追撃を迎え撃とうとした。そこで元砲兵出身で作戦指導のために木庭連隊に派遣されていた第28軍作戦主任参謀の福富繁少佐が、実戦経験のない砲兵小隊長に代わって自ら砲撃の指揮を執ると、距離が10,800ｍもあったのにもかかわらず初弾から敵陣地に弾着させ、2弾目からは次々に目標に命中させるという神業を披露、大混乱となっている敵陣地に木庭連隊が突入して占領している。
最後に九六式十五糎榴弾砲が活躍したのは1945年（昭和20年）の沖縄戦であった。第32軍第5砲兵司令部隷下としてまたも野戦重砲兵第1連隊（連隊長・山根忠陸軍大佐）が投入され、同じく第5砲兵司令部隷下たる野戦重砲兵第23連隊（九六式十五糎榴弾砲）や独立重砲兵第100大隊（八九式十五糎加農）などとともに沖縄防衛軍の主力重砲部隊として従軍。全ての弾薬を撃ちつくし砲が撃破されるまで奮戦し、以下の将兵は最終的に歩兵として6月22日に挺身斬込を敢行し玉砕している。
また、喜屋武半島真栄里の高台にて第8海兵連隊を視察中の沖縄方面アメリカ軍最高司令官・サイモン・B・バックナー・ジュニア陸軍中将を戦死させたのは本砲（野戦重砲兵第1連隊第2大隊所属）の砲撃によるものという証言もある。一方で、アメリカ軍海兵隊公式戦史『History of U.S. Marine Corps　Operations in World War II　Volume V:Victory and Occupation』の記述によれば、バックナーを戦死させたのは一式機動四十七粍速射砲であり、珊瑚岩の間で前線を視察していたバックナーに向かって合計6発の一式機動四十七粍速射砲の砲弾が発射されて、初弾の砲弾の破片もしくは砲弾の命中で吹き上げられた珊瑚岩の欠片がバックナーの胸に命中し、間もなく大量の出血により戦死した。とされている。いずれにしても、バックナーは、第二次世界大戦におけるアメリカ軍の敵の攻撃による戦死者の中で最高位の軍人であり、日本軍側から見れば将官クラスの敵軍部隊最高指揮官を戦闘行為にて討ち取った大戦果となる。
終戦までの総生産数は378門。

## 貫徹力
装甲貫徹力であるが、1945年（昭和20年）8月のアメリカ旧陸軍省の情報資料によれば、鹵獲した九六式十五糎榴弾砲の装甲貫徹能力の数値は一式徹甲弾を使用し、弾着角90度で命中した場合は射距離1,000yd（約914.4m）/4.0in（約101mm）、750yd（約685.8m）/4.4in（約111mm）、500yd（約457.2m）/4.7in（約119mm）、250yd（約228.6m）/4.9in（約124mm）となっている。また、タ弾(成形炸薬弾)を使用した場合の貫通鋼板厚は、陸上自衛隊幹部学校戦史教官室所蔵資料である近衛第三師団の調整資料『現有対戦車兵器資材効力概見表』によると180㎜となっている。(ただし、十五榴と表記してあるのみで砲の種類は不明。)

## 現存砲

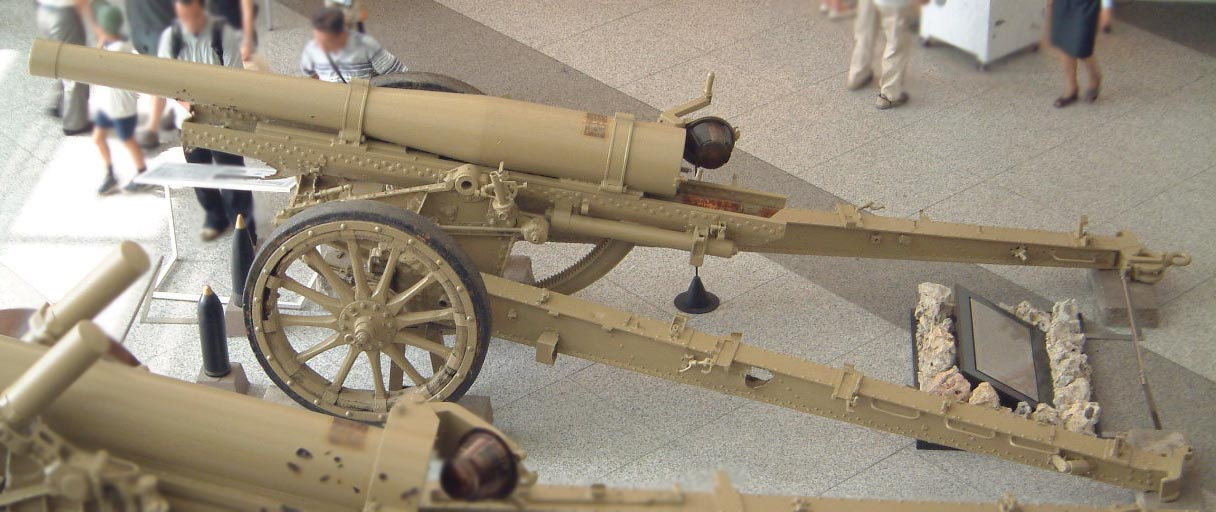
全景（防盾欠。遊就館）

九六式十五糎榴弾砲の主な現存砲として、沖縄戦を戦った上述の野戦重砲兵第1連隊第2大隊第4中隊の1門が、独立重砲兵第100大隊の八九式十五糎加農とともに良好な状態で東京都千代田区の靖国神社内遊就館に展示されている。これは戦後に沖縄駐留のアメリカ軍が回収し同県の在郷軍人会施設に展示されていたが、同連隊附の経歴をもつ東久邇盛厚を総裁とする関係者一同からなる団体の要請により日本側に返還され、1966年（昭和41年）に靖国神社に奉納されたものである。このほか、沖縄県西原町の西原中央公民館にも2004年（平成16年）に同町陣地壕跡から発見された同連隊の1門が展示されている（以前、西原町立図書館に展示されていた物）。なお、両砲ともに防盾は失われている。
日本国外では、主に中華人民共和国・北京市の中国人民革命軍事博物館の1門（国共内戦で使用され、防盾および車輪を改造）、 イギリス・ハンプシャー州ラムジーの公園内（最上掲画像）の1門など、複数門が比較的良好な状態で現存・展示されている。